# Дом Хасбрука
Дом Ха́сбрука (англ. Hasbrouck House) — жилой дом в неороманском стиле в Покипси, штат Нью-Йорк, США. Дом был построен в 1885 году для Фрэнка Хасбрука, местного судьи и историка. Архитектор здания Фредерик Кларк Уитерс.
В конце XX века в здании располагался региональный офис организации United Way. 26 ноября 1982 дом Хасбрука был внесён в национальный реестр исторических мест США. В здании хорошо сохранился интерьер XIX века.